# Victor Herman
Victor Herman (25 de septiembre de 1915 - 25 de marzo de 1985) fue un judío estadounidense que pasó 18 años como prisionero soviético en el GULAG de Siberia. Ocupó brevemente el récord del mundo del mayor salto en paracaídas en 1934 y se lo conoció como el "Lindbergh de Rusia". Fue uno de los miles de estadounidenses, simpatizantes del comunismo, que marcharon a la Unión Soviética, a principios de 1930, para trabajar, pero sufrieron un trágico destino durante las purgas de Stalin.
Su libro de memorias, en el que cuenta sus experiencias, “Coming Out of the Ice” (1979), sirvió para escribir el guion una película de 1982 (CBS-TV), protagonizada por John Savage y el cantante country Willie Nelson. 

## Biografía
Herman nació en Detroit, donde su padre, un inmigrante judío de Ucrania, participó en la organización de los sindicatos en la Ford Motor Company. Cuando Henry Ford firmó un contrato con los soviéticos, 300 trabajadores de la Ford de Detroit, simpatizantes con los comunistas, y sus familias, fueron enviados a Rusia para ayudar a construir una nueva fábrica Ford en Gorki. La familia de Víctor Herman estaban entre ellos.
En 1931, cuando Herman tenía 16 años, se trasladó con su familia a Rusia para un periodo de trabajo de 3 años, al tiempo que conservaba la ciudadanía estadounidense. Sin embargo, en 1934, comenzó la Gran Purga y muchos residentes americanos fueron desapareciendo o fueron arrestados y deportados. Durante estos años Herman se centró en sus prodigiosas condiciones atléticas y fue reclutado por la Fuerza Aérea Soviética, en donde aprendió a saltar en paracaídas. Era un joven competitivo y se esforzó por ser el número uno. El 6 de septiembre de 1934 logró la fama internacional después de haber establecido el récord mundial del mayor salto en paracaídas, desde una altura de 24.000 pies. Se lo conoció como el "Lindbergh de Rusia".
Las autoridades soviéticas le pidieron a Herman para firmara los documentos del record mundial, que incluían un espacio en blanco para la indicar la ciudadanía y en el que Herman escribió "EE.UU." Después de negarse reiteradamente a cambiarlo por la "URSS", Herman fue arrestado en 1938 por "actividades contrarrevolucionarias" y pasó un año en una prisión local, en donde sufrió brutales torturas. Entre otras cosas tenía que sentarse en un banco 18 horas al día, inmóvil y en silencio, frente a una puerta; fue golpeado en los riñones cada noche durante 52 días seguidos; fue encerrado en una celda con delincuentes violentos que trataron de matarlo; fue sometido a una dieta de hambre. La mayoría de sus compañeros de prisión murieron durante este período de privaciones. Herman cree que se salvó gracias a su juventud y fortaleza.
Más adelante Herman fue condenado a 10 años de trabajos forzados en un GULAG siberiano, donde sufrió penurias extremas que incluyeron palizas, hambre, tortura, congelación y trabajo extenuante. Sobrevivió recurriendo a diversos recursos, por ejemplo comiendo ratas que vivían de los cadáveres congelados que llenaban el campo de prisioneros. Fue brevemente liberado del GULAG en 1948, pero se lo obligó a permanecer en Siberia en calidad de exiliado, como parte del acuerdo de libertad condicional. Sin embargo violó la libertad condicional al casarse con una mujer rusa local, Galina, que para entonces tenía una hija, Svetlana. Volvió a ser internado, pero esta vez a su esposa e hija se les permitió vivir con él en condiciones menos severas. La muerte de Stalin en 1953 trajo la mejora de las condiciones de los presos del GULAG. 
En 1956 las autoridades soviéticas le comunicaron que no tenían ningún expediente sobre Victor Herman, como si nunca hubiera estado un prisionero, y que era libre de marcharse de Siberia, pero no Rusia. Herman pasó los siguientes 20 años cambiando de residencia con su familia por distintos lugares de la URSS, aceptando trabajos como instructor de boxeo, profesor de lengua inglesa y trabajador en una granja colectiva. A pesar de todo nunca perdió la esperanza de regresar a los Estados Unidos. En 1976, después de casi una década presentado solicitudes a las autoridades soviéticas, que se negaban a reconocer su ciudadanía estadounidense, se le permitió regresar a los EE. UU. Galina, sus 2 hijas y su suegra lo siguieron poco después.
La madre de Herman murió en Rusia a principios de 1930, su padre murió también allí en la década de 1950 y su hermano Leo murió igualmente en Rusia, en 1974, suicidándose. Su hermana permaneció en Rusia el resto de su vida, se casó con un ruso y trabajó como investigadora de patología. En 1978 Herman presentó una demanda de 10 millones de dólares contra la Ford Motor Company por las penalidades que tuvo que sufrir, pero la demanda no había llegado a resolverse en el momento de su muerte. El libro con las memorias de sus experiencias, “Coming Out of the Ice” (1979) fue redactado por Gordon Lish, y más tarde se convirtió en una película para televisión, en 1982, protagonizada por John Savage, Willie Nelson y Ben Cross (Yo escapé del hielo, dirigida por Waris Hussein).